# Riedelia geanthus
Riedelia geanthus là một loài thực vật có hoa trong họ Gừng. Loài này được Theodoric Valeton miêu tả khoa học đầu tiên năm 1907.

## Phân bố
Loài này được tìm thấy ở Pondok Toko miền bắc Tây Papua, thuộc Indonesia. Mẫu vật điển hình: C.E.A. Wichmann s.n..